# Театральная площадь (Ростов-на-Дону)
Театра́льная пло́щадь — главная площадь города Ростова-на-Дону. Находится в Пролетарском районе.

## История
В XIX веке на месте нынешней Театральной площади в Ростове-на-Дону был пустырь. С одной стороны от него был город Ростов-на-Дону, сам пустырь был на территории Нахичевани-на-Дону.
В 1920-е — первую половину 1930-х годов площадь носила название площадь Революции. После возведения здания театра площадь сменила свое название на Театральную. Театральное здание было построено в низине, в парке Революции, разбитом в 1926—1927 годах агрономом-художником Г. Н. Замниусом на площади в 21 гектар. Театр был выстроен в конструктивистском стиле, широко распространенном в 1920-е годы в архитектуре.
С завершением строительства здания театра в Ростове начал формироваться архитектурный облик площади. Ранее на северо-западной стороне к ней примыкали корпуса Николаевской городской больницы, построенной в 1890—1894 годах на пожертвования богатых горожан Ростова. Проект больницы был разработан ростовским архитектором Н. М. Соколовым. В 1913 году на пустыре было построено в стиле модерн здание управления Владикавказской железной дороги (архитекторы А. П. Бутков, Н. Вальтер). На южной стороне площади в 1926 году вырос пятиэтажный жилой дом железнодорожников. В годы Великой Отечественной войны было сильно повреждено здание театра. При восстановлением здания на конкурс по его восстановлению были разработаны проекты, сильно изменяющие облик Театральной площади.
В 1981 году была построена башня «Атомкотломаша». В 1977-м году на западной стороне площади появилось новое здание учебно-лабораторного корпуса мединститута (медуниверситета). В то же время началось строительство Театрального спуска, каскада многоэтажных жилых домов, спускавшихся к Дону. На юго-западе около здания «Атомкотломаша» в годы перестройки был возведен жилой дом с использованием архитектурных достижений. Каждое из зданий у площади имеет архитектурные особенности своего времени.

Фотографии 1942 года
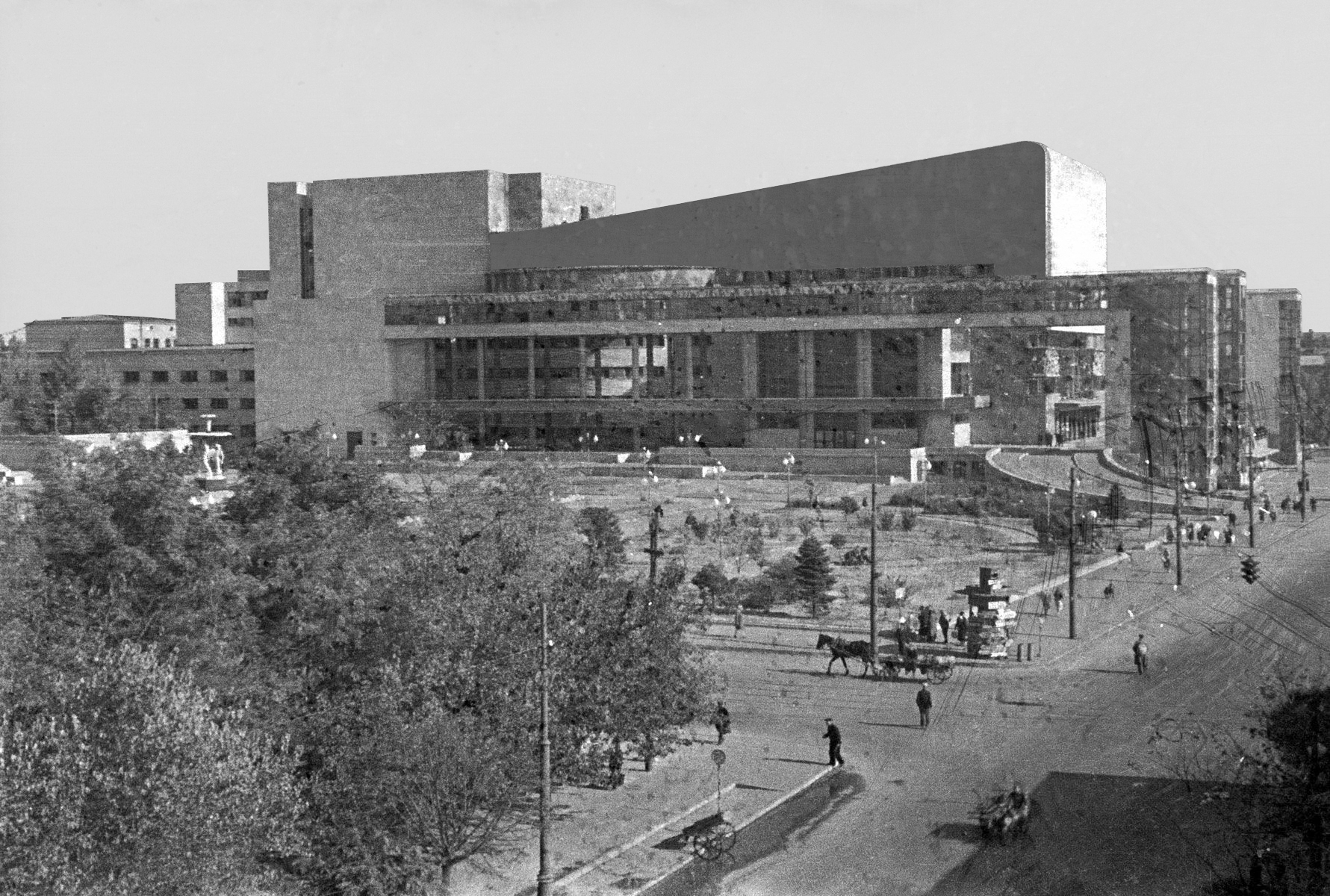
Вид на Театральную площадь
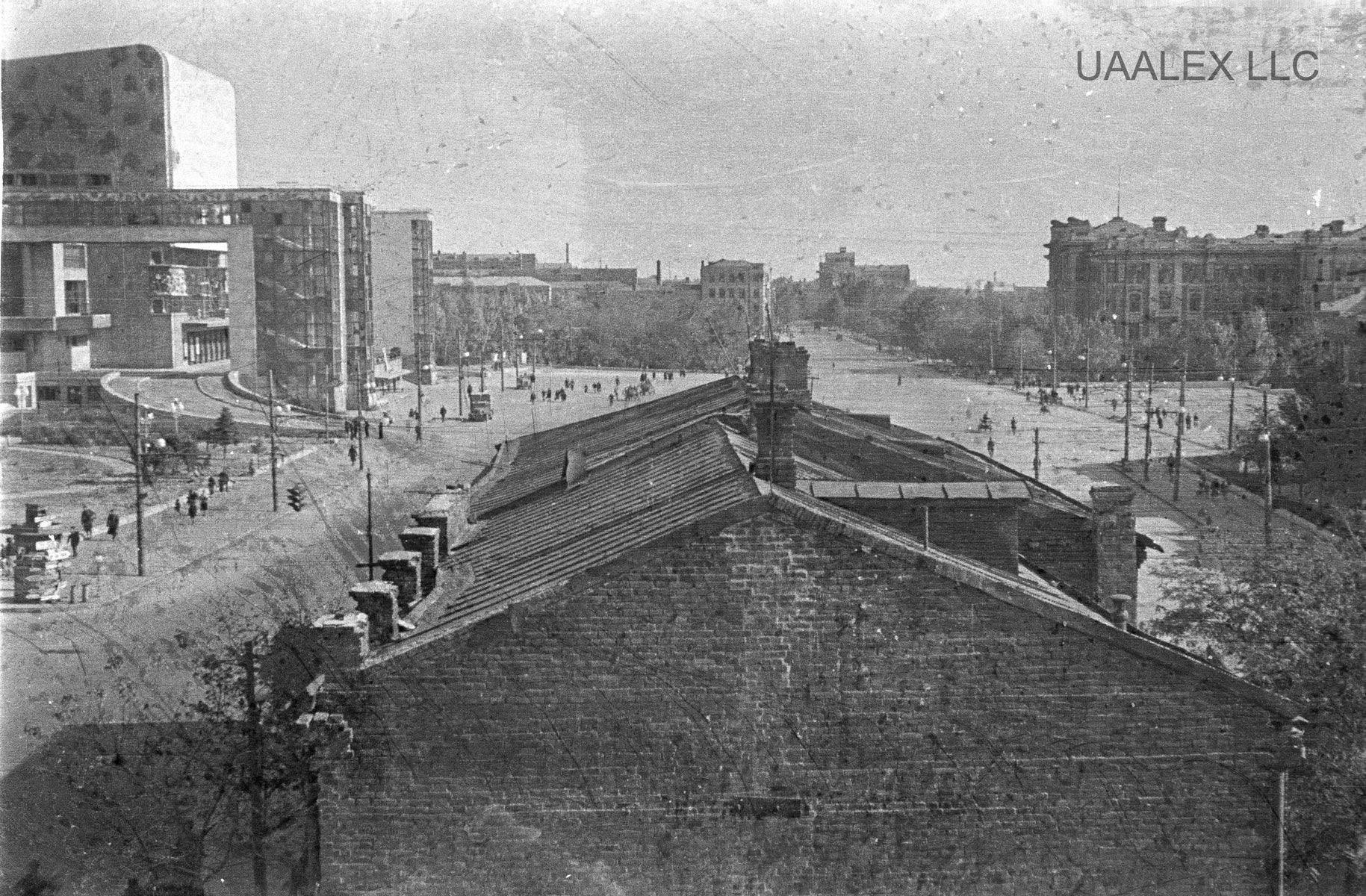
Вид на Театральную площадь
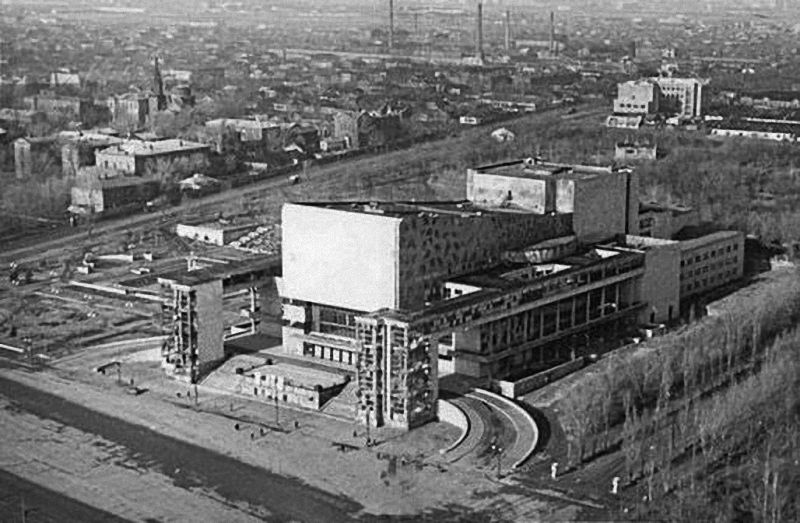
Вид на Театр драмы

## Описание
На площади находятся Главное управление СКЖД, Ростовский академический театр драмы им. М. Горького, офисное здание (бывший «Атомкотломаш»).
Здание управления Северо-Кавказской железной дороги (бывшего Управления Владикавказской железной дороги) является памятником общественной архитектуры начала XX века, оно построено в традициях рационалистического направления стиля модерн.
Также на площади располагается мемориал «Воинам за освобождение города от немецко-фашистских захватчиков», установленный в 1983-м году к 40-летию освобождению Ростова. Памятник представляет собой стелу высотой 72 метра, со стилизованным позолоченным изображением греческой богини Ники, одетой в плащ-палатку.
Рядом с театром находится ансамбль фонтанов, автор скульптурной композиции которого — Евгений Вучетич. Фонтан представляет собой квадратный бассейн с центральной скульптурной группой на постаменте из четырёх атлантов, которые держат чашу с бьющими вверх струями. Группа окружена тумбами с фигурами лягушек и черепах, из ртов которых бьют горизонтальные струи. Существует городская легенда, гласящая, что молодой скульптор придал мордочкам этих земноводных черты лиц некоторых городских начальников. Скульптурные изваяния изготовлены из бетона.

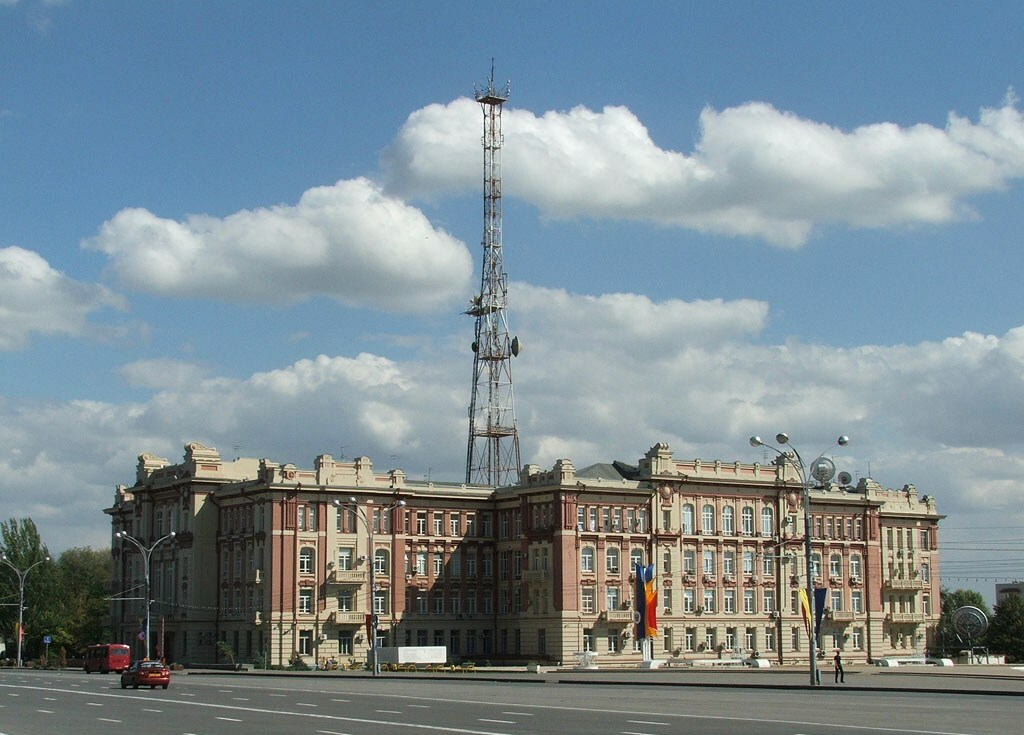
Главное управление СКЖД
Стела «Освободителям Ростова»
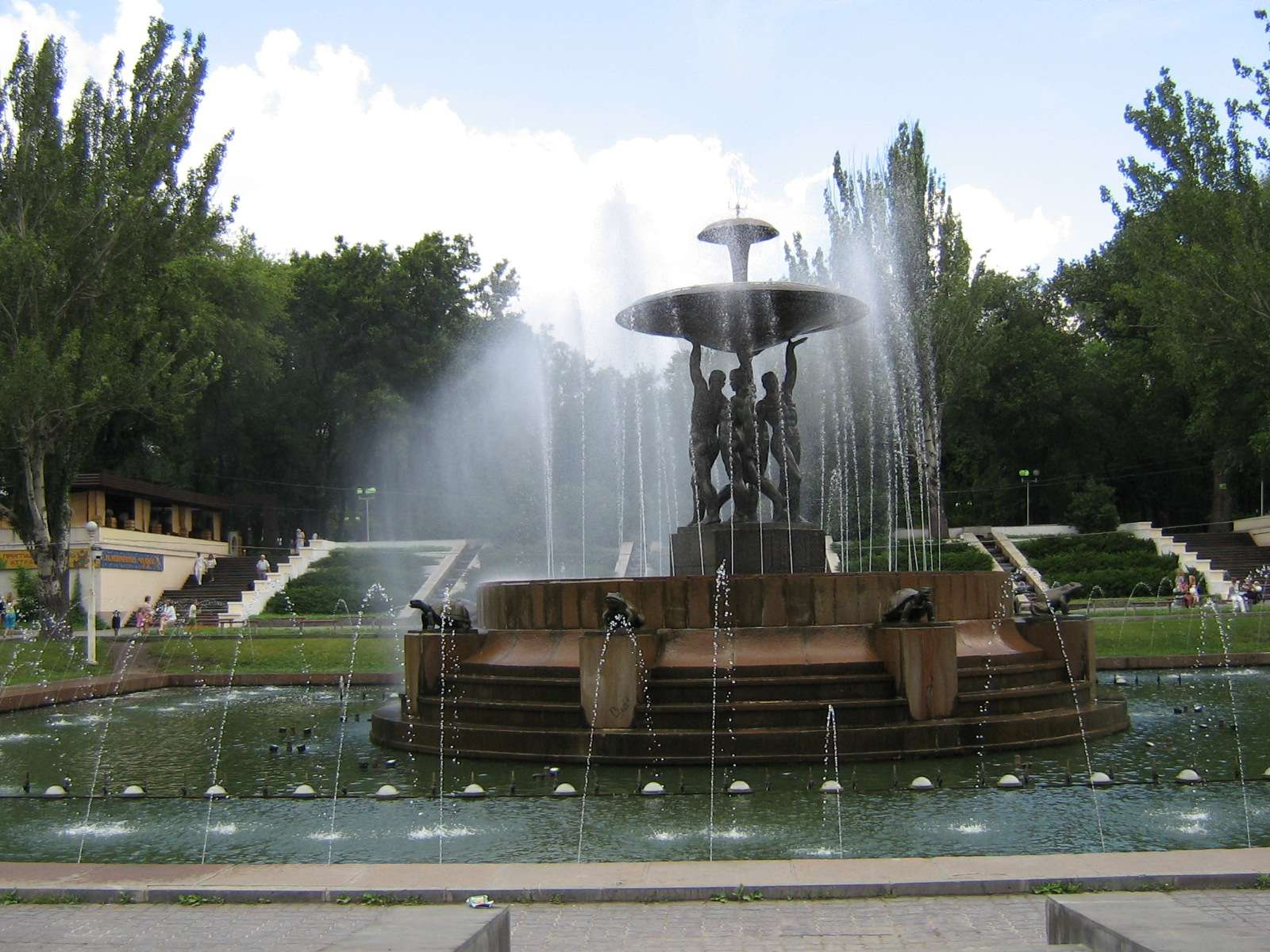
Фонтан «Атланты»

### Чемпионат мира 2018
Во время проведения Чемпионата мира по футболу 2018 года, в Ростове-на-Дону на вновь построенном стадионе «Ростов-Арена» проводились матчи чемпионата, а на Театральной площади была организована фан-зона для болельщиков вместимостью до 25 000 человек. Здесь разместился большой экран, сцена, работали точки питания и развлекательные секторы.

Фан-зона
Вход
Сцена и экран
Города-участники ЧМ-2018
Города-участники ЧМ-2018
Общий вид